# Bessie Love
Bessie Love (született: Juanita Horton) (Midland, Texas, 1898. szeptember 10. – Külső-London, Hillingdon kerület, 1986. április 26.) amerikai színésznő.
Love a némafilmek és a korai hangosfilmek kiemelkedő alakja volt, de pályafutása hosszúra nyúlt. Jócskán több, mint száz filmben szerepelt, az utolsót 1983-ban forgatta.

## Élete

### Származása, ifjúkora
Juanita Horton néven született a texasi Midlandben. Tanulmányait szülővárosában kezdte, de a család hamarosan Hollywoodba költözött. Érettségijét Los Angelesben tette le, amiért a szülei megajándékozták egy Amerikát keresztülszelő körutazással, ami hat hónapig tartott.

### Némafilmes korszaka
Hogy segítsen családja anyagi helyzetén, édesanyja a Biograph stúdióhoz küldte dolgozni, ahol megismerkedett a filmes úttörő D. W. Griffithszel, aki kisebb szerepet adott neki a Türelmetlenségben. Később játszott együtt Douglas Fairbanksszel a The Good Bad Man, Reggie Mixes In és A hal rejtélye című filmekben is.

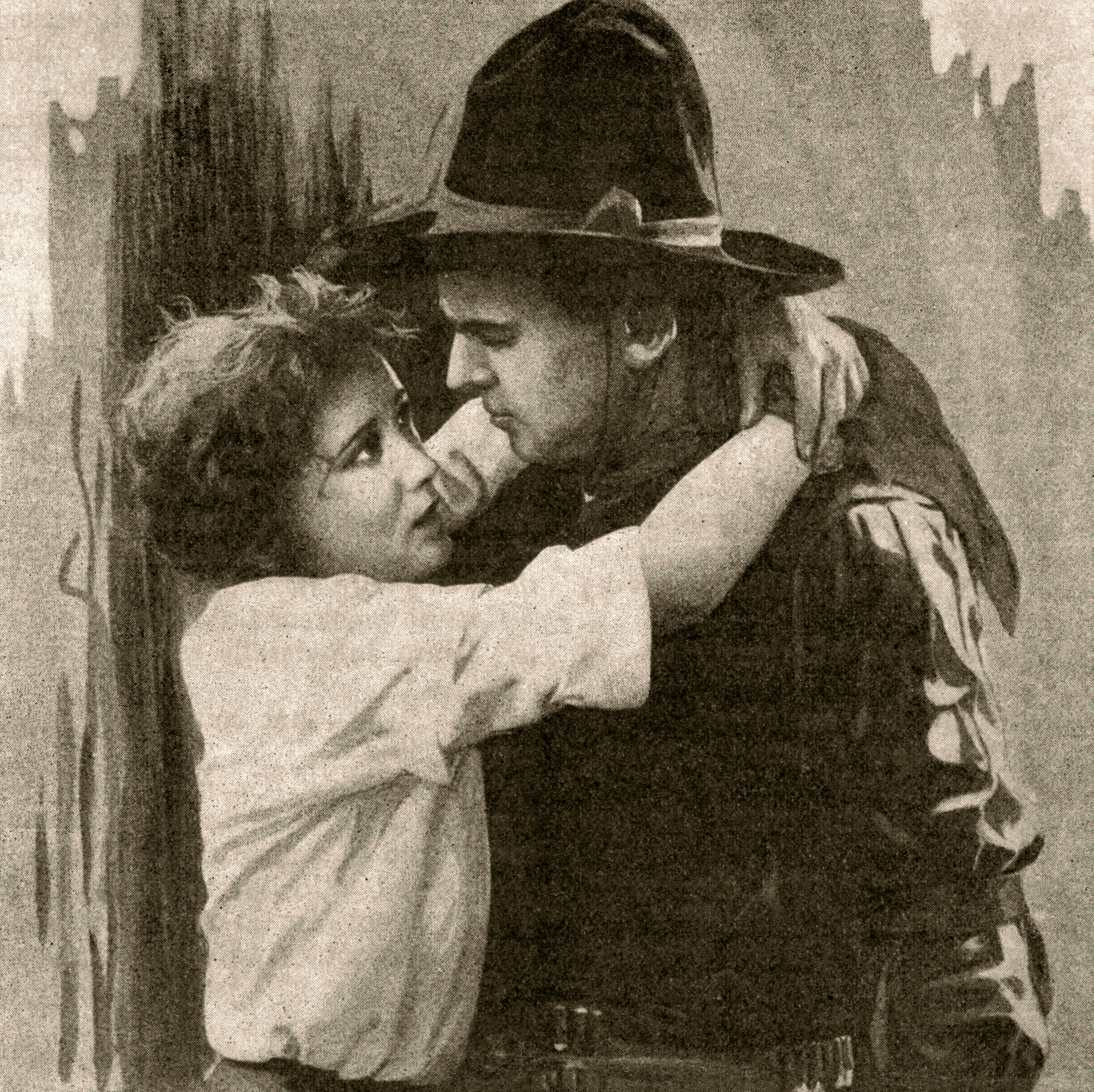
Douglas Fairbanksszel

Ahogy nagyobb szerepeket kapott, úgy nőtt a népszerűsége is. Főszereplője lett az Arthur Conan Doyle regényéből készült Az elveszett világnak. Majd három évvel később 1928-ban a fiatal Frank Capraval dolgozott együtt a The Matinee Idol című romantikus komédiában.

### Hangosfilmes korszaka
Love sikeresen állt át a hangosfilmekre. 1929-ben legjobb női főszereplő kategóriában Oscar-díjra is jelölték a The Broadway Melody című musicalben nyújtott alakításáért. A '30-as évek elején több filmben is szerepelt, de pályafutása később hanyatlani kezdett. 1935-ben Angliába költözött, ahol színházakban lépett fel. A második világháború kitörésekor visszatért az Egyesült Államokba, és a Nemzetközi Vöröskeresztnél vállalt munkát. A háború után ismét Angliába ment, ahol később elnyerte a brit állampolgárságot is.
A későbbiekben több brit és amerikai produkcióban is kisebb szerepeket vállalt. 1954-ben szerepelt az Ava Gardner és a Humphrey Bogart főszereplésével készült A mezítlábas grófnőben vagy az Őfelsége titkosszolgálatában című James Bond-moziban 1969-ben.
A '80-as években még feltűnt Warren Beatty Oscar-díj nyertes alkotásában, a Vörösök-ben. Utolsó filmje az 1983-as Az éhség című bizarr hangvételű vámpírfilm, ahol Catherine Deneuve, Susan Sarandon és David Bowie partnere volt.

### Magánélete
Egyszer volt házas, 1929–1935 között. Férje William Hawks producer volt, Howard Hawks rendező fivére. A házasságból egy leányuk született.
1977-ben publikálta önéletrajzi regényét Londonból, a Hollywoodból szeretettel (From Hollywood with Love) címmel. 1986-ban hunyt el, 87 évesen, természetes halállal.

## Fontosabb filmszerepei
- 1983: Az éhség (The Hunger) – Lillybelle
- 1981: Vörösök (Reds) – Mrs. Partlow
- 1981: Ragtime – Öreg T. O. C. hölgy
- 1976: A Ritz fürdőház (The Ritz) – Maurine
- 1971: Átkozott vasárnap (Sunday Bloody Sunday) – telefonközpontos hölgy
- 1969: Őfelsége titkosszolgálatában (On Her Majesty's Secret Service) – amerikai vendég
- 1968: Isadora – Mrs. Duncan
- 1964: Átkozott gyermekek (Midnight) – Mrs. Robbins
- 1961: Tavasz Rómában (The Roman Spring of Mrs. Stone) – Bunny
- 1957: The Story of Esther Costello – matróna a művészeti galériában
- 1954: A mezítlábas grófnő (The Barefoot Contessa) – Mrs. Eubanks
- 1929: The Broadway Melody – Harriet Mahoney
- 1925: Az elveszett világ (The Lost World) – Paula White
- 1916: Türelmetlenség (Intolerance) – Kánaáni menyasszony

- Hirdetés, 1918
- The Wishing Ring Man (1919)
- The Broadway Melody (1929)

## Fordítás
- Ez a szócikk részben vagy egészben  a   Bessie_Love című angol Wikipédia-szócikk fordításán alapul.  Az eredeti cikk szerkesztőit annak laptörténete sorolja fel. Ez a jelzés csupán a megfogalmazás eredetét és a szerzői jogokat jelzi, nem szolgál a cikkben szereplő információk forrásmegjelöléseként.